# Nate Chinen

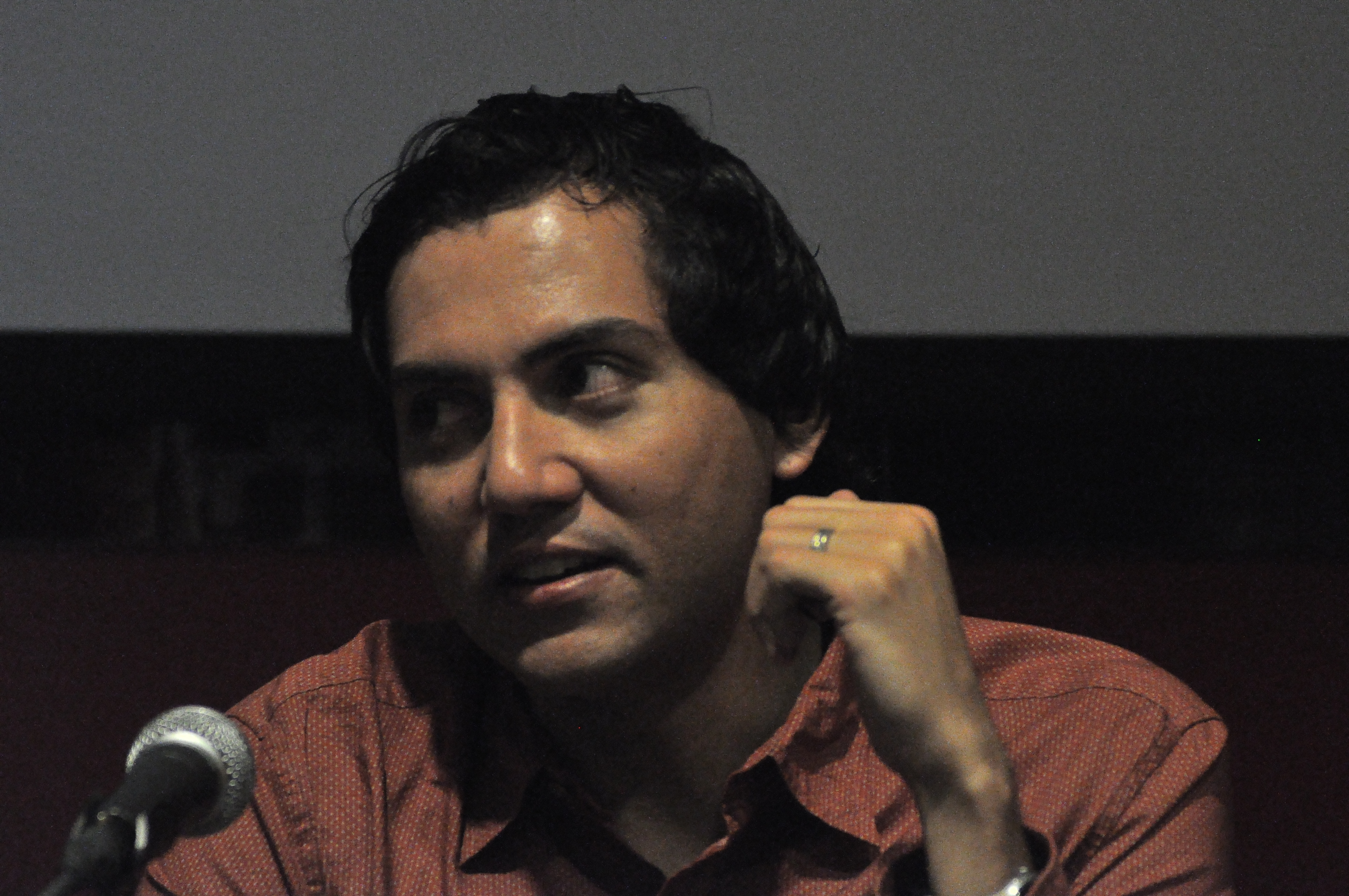
Nate Chinen bei einer Präsentation im Panel Mad Scientists auf der Pop Conference 2010 in Seattle

Nate Chinen (* um 1970 in Honolulu) ist ein US-amerikanischer Jazzautor und Journalist.

## Leben und Wirken
Chinen wuchs in Honolulu als Sohn einer Musikerfamilie auf; seine Eltern waren beliebte Nachtclub-Entertainer. An der Ostküste der USA ging er schließlich aufs College. Seine Karriere als Musikkritiker begann er 1996 beim Philadelphia City Paper. Dort berichtete er über die dortige Jazzszene, schrieb Rezensionen und Features, zusammen mit einer zweiwöchentlichen Kolumne, The Gig. 1998 zog er nach New York City und begann für eine Reihe von Publikationen zu schreiben, darunter Down Beat, Blender und Vibe. Mehrere Jahre lang war Chinen Jazzkritiker für das Hörfunkprogramm Weekend America, von American Public Media: außerdem schrieb er von 2003 bis 2005 über Jazz für The Village Voice. Seit der Jahrhundertwende war er Autor für JazzTimes; 2004 belebte er The Gig als Kolumne für das Magazin wieder, wo es in 125 Folgen erschien. Chinen war außerdem über ein Jahrzehnt davon als Kritiker für The New York Times tätig.
Anfang 2017 wurde Chinen Leiter der Redaktion beim Jazz-Hörfunksender WBGO, dessen Programm von Newark aus gesendet wird. Er verwaltet das gesamte Spektrum der Jazzberichterstattung auf wbgo.org, arbeitet eng mit Jazz Night in America zusammen, einem Multimediaprogramm von Christian McBride und schreibt Rezensionen im WBGO-Podcast Take Five, regelmäßig auch für NPR Music, über Jazz und andere Genres. Nate Chinen ist Adjunct Instructor an der New York University. Er lebt mit seiner Frau und seinen beiden Töchtern in Beacon, New York.
Chinen ist Autor des Buchs Playing Changes: Jazz for the New Century, das 2018 bei Pantheon Books als Hardcover und 2019 von Vintage als Taschenbuch veröffentlicht wurde. Von NPR, GQ, Billboard und JazzTimes wurde es als eines der besten Bücher des Jahres ausgezeichnet. Es wurde auch international in italienischer und spanischer Ausgabe veröffentlicht. Der Autor wurde ab 2006 13 Mal mit den Helen Dance-Robert Palmer Award for Excellence in Writing ausgezeichnet, verliehen von der Jazz Journalists Association. Chinen war auch als Co-Autor an Myself Among Others: A Life in Music beteiligt, der Autobiografie des Festival-Impresarios und Produzenten George Wein (2003); das Buch erhielt 2004 den JJA-Preis für das beste Buch über Jazz.